# Iberische Ringelnatter
Die Iberische Ringelnatter (Natrix astreptophora), auch Rotaugen-Ringelnatter, ist eine Schlange aus der Gattung der Europäischen Wassernattern (Natrix), die auf der Iberischen Halbinsel und im nordöstlich angrenzenden französischen Roussillon vorkommt. Sie galt lange Zeit als Unterart der Ringelnatter (Natrix natrix) und wurde Anfang 2016 in den Rang einer eigenständigen Art erhoben, da sie genetisch und morphologisch deutlich von der Ringelnatter unterschieden werden kann und Hybriden sehr selten sind.

## Merkmale

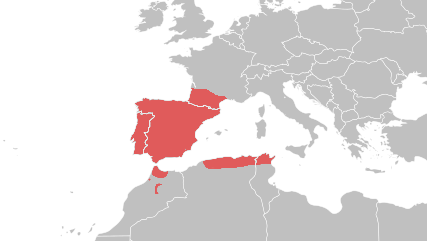
Verbreitungsgebiete der Iberischen Ringelnatter.

Äußerlich ist die Iberische Ringelnatter nur schwer von der Barren-Ringelnatter (Natrix helvetica) zu unterscheiden, einer westlich des Rheins vorkommenden Europäischen Wassernatter, die bis 2017 als Unterart der Ringelnatter galt. Sie hat allerdings eine rötliche Iris, bei allen Unterarten der Ringelnatter ist die Iris gelblich oder braun. Die Anzahl der Bauchschuppen ist mit 156 bis 166 geringer als bei der Ringelnatter (162 bis 182), während die Anzahl der Subcaudalen etwas höher ist. Bei jungen Iberischen Ringelnattern sind die großen Schilde auf dem Oberkopf (Pileus) direkt hinter den Augen tiefschwarz und kontrastieren stark mit den weiter hinten liegenden gelben halbmondförmigen Flecken, die oft dorsal ineinander übergehen. Bei Individuen, die älter als 2 oder 3 Jahre sind, verschwindet dieses Merkmal.
Die Iberische Ringelnatter lebt mehr terrestrisch als die Ringelnatter, die stärker auf die Nähe von Gewässern angewiesen ist.
Ob die nordafrikanischen Ringelnattern zu Natrix astreptophora gehören ist bisher unklar. Ein einziges untersuchtes, aus Tunesien stammendes Exemplar unterschied sich genetisch deutlich von den Iberischen Ringelnattern.